# Parthische Adelsfamilien
Die Parthischen Adelsfamilien bzw. die Sieben Parthischen Clans oder auch einfach die Sieben Häuser genannt, waren sieben feudale Aristokratien  parthischer Herkunft, welche mit dem sassanidischen Hof verbündet waren.

## Geschichte
Von den sieben Häusern sind lediglich zwei – das Haus der Suren und das Haus der Karen – anhand von bezeugten Quellen auf das parthische Reich zurückzuführen. Das Zurückführen der übrigen fünf in die parthische Ära „stimmt mit aller Wahrscheinlichkeit nicht mit der Realität überein“. Man kann nicht ausschließen, dass einige der Häuser ihre Genealogie zum Hervorheben des Alters ihrer Familien mit den parthischen Königen oder den Parthern in Verbindung gebracht haben.
Während der sassanidischen Zeit spielten die sieben feudalen Häuser eine signifikante Rolle am sassanidischen Hof. Bahram Tschobin, ein militärischer Kommandeur unter Hormizd IV. (579–590), war vom Hause der Mihran.

## Die Häuser
Die sieben Häuser mit ihren Hauptlehensgütern und Herrschaftssitzen waren:
- das Haus der Ispahbudhan, aus Hyrkanien (Gorgan)[2]
- das Haus der Varaz, aus Ostchorasan
- das Haus der Karen, aus Nahavand und Hyrkanien (Gorgan)[3]
- das Haus der Mihran, aus Rey
- das Haus der Spandiyadh, aus Rey[4]
- das Haus der Zik, aus Adurbadagan
- das Haus der Suren, aus Sakastan[5]